# Großsteingrab Bahnsen
Das Großsteingrab Bahnsen war eine megalithische Grabanlage der jungsteinzeitlichen Trichterbecherkultur bei Bahnsen, einem Ortsteil von Suderburg im Landkreis Uelzen (Niedersachsen). Es wurde im 19. Jahrhundert zerstört. Das Grab befand sich westlich des Ortes. Es wurde in den 1840er Jahren durch Georg Otto Carl von Estorff dokumentiert, aber nicht näher beschrieben. Über Ausrichtung, Maße und Grabtyp liegen keine Informationen vor. Aus der Kartensignatur geht lediglich hervor, dass es ein rechteckiges Hünenbett besaß. In der Nähe lagen zwei Grabhügel.